# Palacio de Añués
El palacio de Añués, o de los Duques de Granada de Ega o del Duque de Villahermosa, es un palacio gótico de finales del siglo XV situado en la calle Mayor n.º 12 de la localidad navarra de Sangüesa (España). Según menciona Jimeno Jurío, «perteneció al linaje de los Anués, Olleta, Cruzat y a los Duques de Villahermosa, Condes de Javier»

## Descripción
Se trata de un edificio de tres plantas. La planta baja de sillería y las superiores de ladrillo que probablemente en su origen estuvo revestido de yeso. Cuenta con un portal apuntado con dovelas y un escudo, de los Añués, en la clave. Presenta dos grandes ventanas con arcos conopiales y tracerías flamígeras de piedra «que se creen de fines del siglo XV» según afirma Julio Caro Baroja.
En la planta superior hay una galería de arcos de medio punto y un alero de madera sobre ménsulas, también de madera. que han sido rehechos modernamente.
El arquitecto pamplonés, Miguel Gortari Beiner realizó en 1955 un proyecto de restauración donde, en palabras del prof. de Historia del Arte de la Universidad de Navarra, José Javier Azanza, «se muestra sumamente respetuoso« con la arquitectura del edificio «tratando en todo momento de conservar el aspecto exterior (...) y la distribución espacial de patios y estancias interiores.»
Se trata de uno de los bienes asociados al Camino de Santiago que España mandó a la Unesco en su dossier «Inventario Retrospectivo - Elementos Asociados» (Retrospective Inventory - Associated Components).

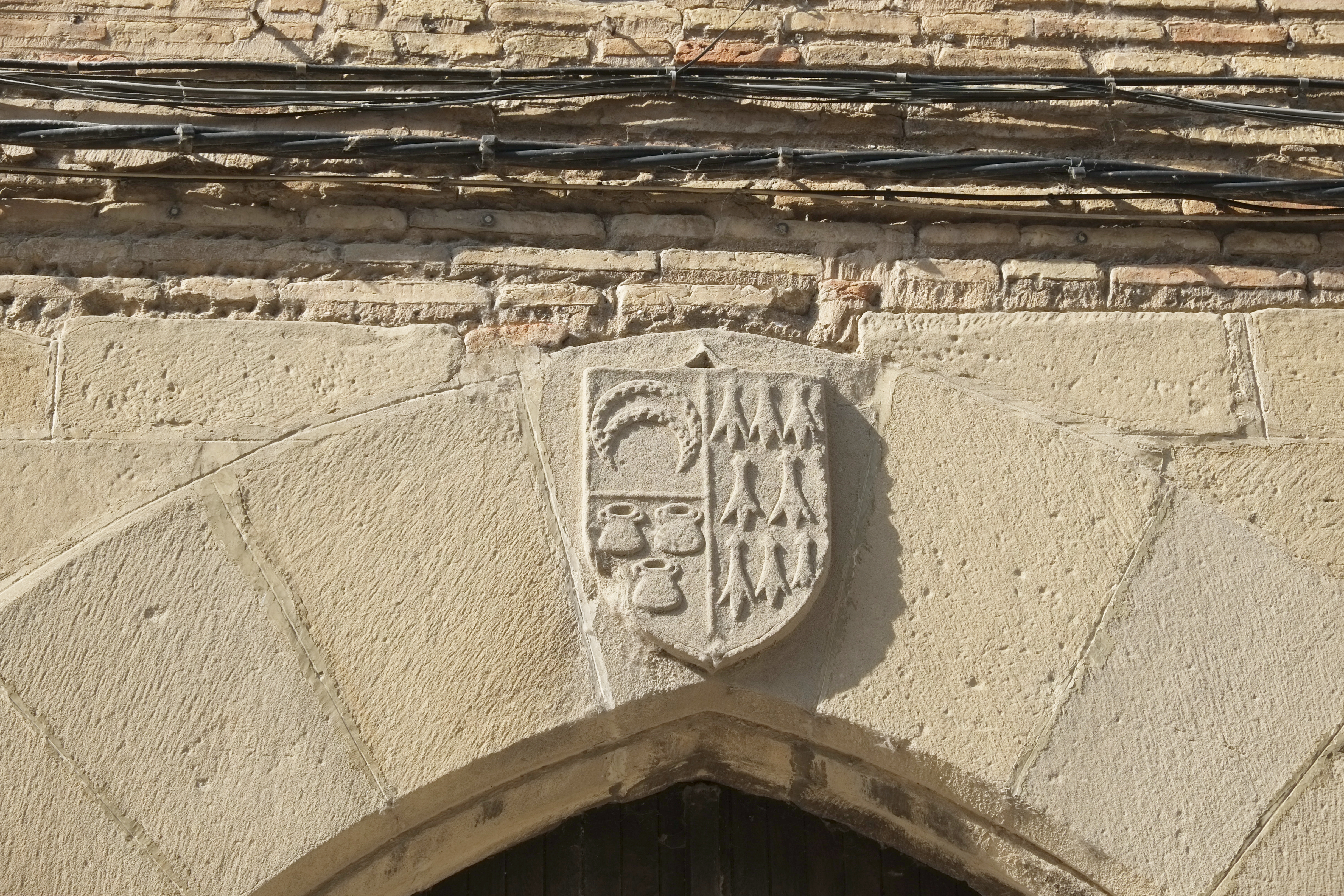
Clave representando al linaje de los Añués

## La genealogía de los Añués
Originarios del lugar de Añués, en la Valdonsella, el fundador del mayorazgo de Anués, en 1525, fue Miguel Añués y Barásoain, hijo de Martín de Añués, mercader de Sangüesa, figura en 1490 como alcalde perpetuo de Sangüesa. En 1494 realizó numerosos préstamos a los reyes de Navarra, Juan de Albret y Catalina I de Navarra. Se había casado con Isabel de Barásoain, procedente de Olite, de cuyo enlace, además de Miguel, tuvieron otros tres hijos más: Martín, María e Isabel.
Miguel de Añués, señor de Belver desde 1504, nació en Sangüesa y casó con Catalina Cruzat y Jaca de cuyo enlace nacieron siete hijos siendo el mayor Miguel de Añués y Cruzat, el segundo señor de Belver. A finales del siglo XVII se extingue la línea masculina de herencia, con Juan Manuel de Añués y Avellaneda, VII marqués de Cortes, acabando en manos de María Isabel Aznárez de Sada y Garro Jaso-Javier, Navarra y Mauleón, VIII marquesa de Cortes y condesa de Javier, la herencia de este linaje familiar. Al casar con Antonio Idiáquez Garnica, duque de Granada de Ega, la Casa de Añués pasa a conocerse como Palacio de los Duques de Granada.